# Alees Samaan
Alees Thomas Samaan – bahrajńska polityk i była ambasador Wielkiej Brytanii.

## Życiorys
Była jedną z czterech kobiet zasiadających w Radzie Konsultacyjnej. 
Została ambasadorem Rady Współpracy Zatoki Perskiej w Wielkiej Brytanii i tym samym została pierwszą kobietą powołaną na to stanowisko. 
W 2002 Samaan została jedną z sześciu kobiet powołanych do Rady Szury. Była pierwszą kobietą, która przewodniczyła parlamentowi na Bliskim Wschodzie, kiedy w kwietniu 2005 przewodniczyła Radzie Konsultacyjnej. Incydent ten postrzegany był przez światowe media jako zwrot w kierunku bardziej otwartej demokracji w Bahrajnie.
Jest chrześcijanką.